# Elfoglaló mozgalom

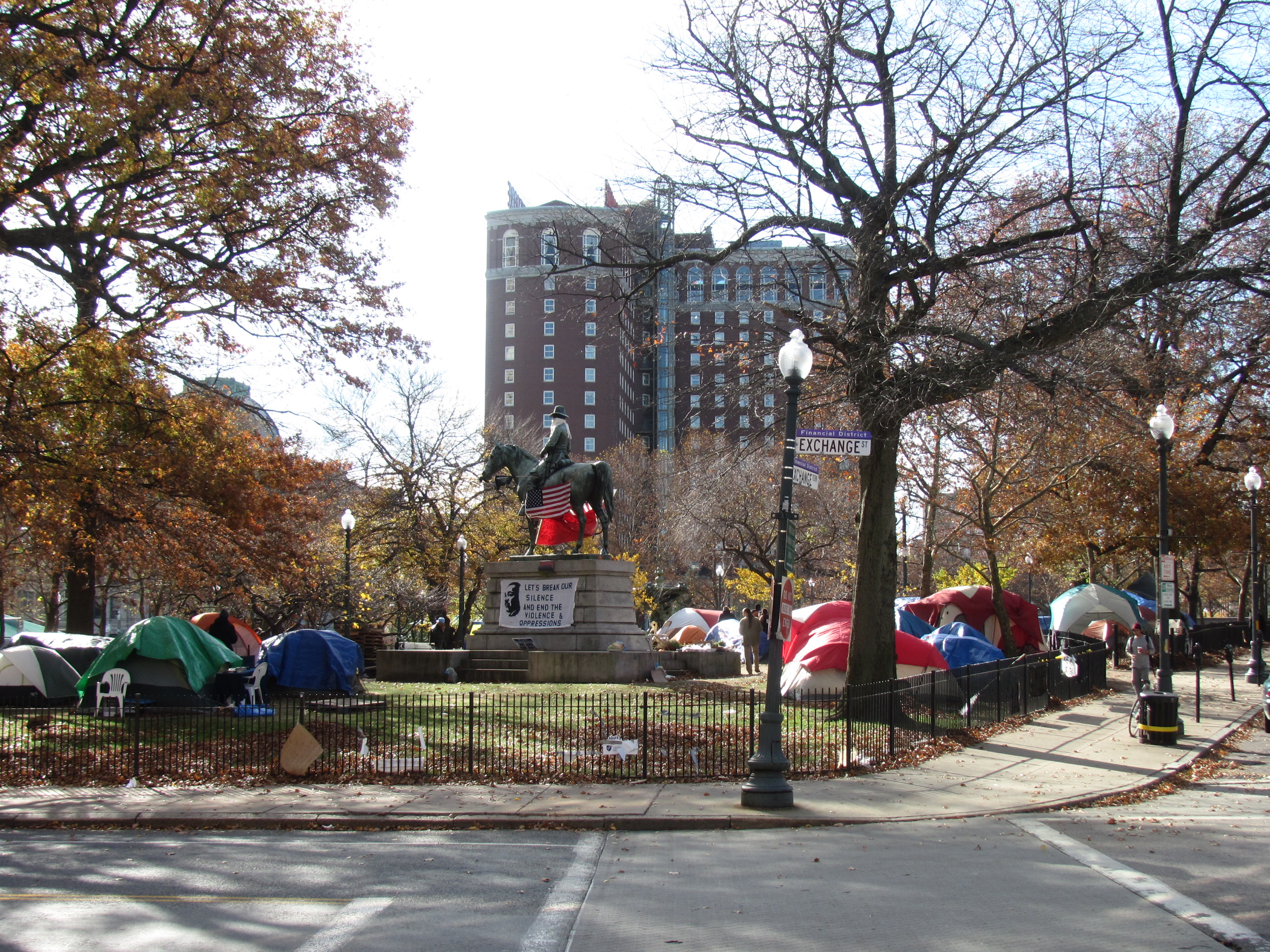

Az Elfoglaló mozgalom (Occupy movement) mára nemzetközi tiltakozás, amely elsősorban a gazdasági és társadalmi egyenlőtlenségek ellen tiltakozó civilek csoportja. Az első eset ilyen a New York-i Occupy Wall Street („Foglald el a Wall Streetet”) volt, amely 2011. szeptember 17-én indult. Az emberek lesátraztak a Zuccotti parkban és tiltakoztak a bankok és az üzleti világ ellen. Ezt egy kanadai aktivistacsoport, az Adbusters kezdeményezte, részben átvéve az arab tavasz, különösen a kairói, Tahrír téri tüntetések és a spanyol Indignants mozgalom jelszavát: Mi vagyunk a 99%.
Többször is a rendőri túlkapás gyanújába keveredtek a hatóságok az tiltakozások oszlatása folyamán. A tüntetők nem állnak politikai oldalakra, az esemény civil kezdeményezés.